# Berkeind
Berkeind is een buurtschap  in de gemeente Tilburg in de Nederlandse provincie Noord-Brabant. Het ligt ten zuidwesten van de stad Tilburg.
Noord-Brabant: Steden en dorpen      Nederland: Provincies · Gemeenten